# Teletext

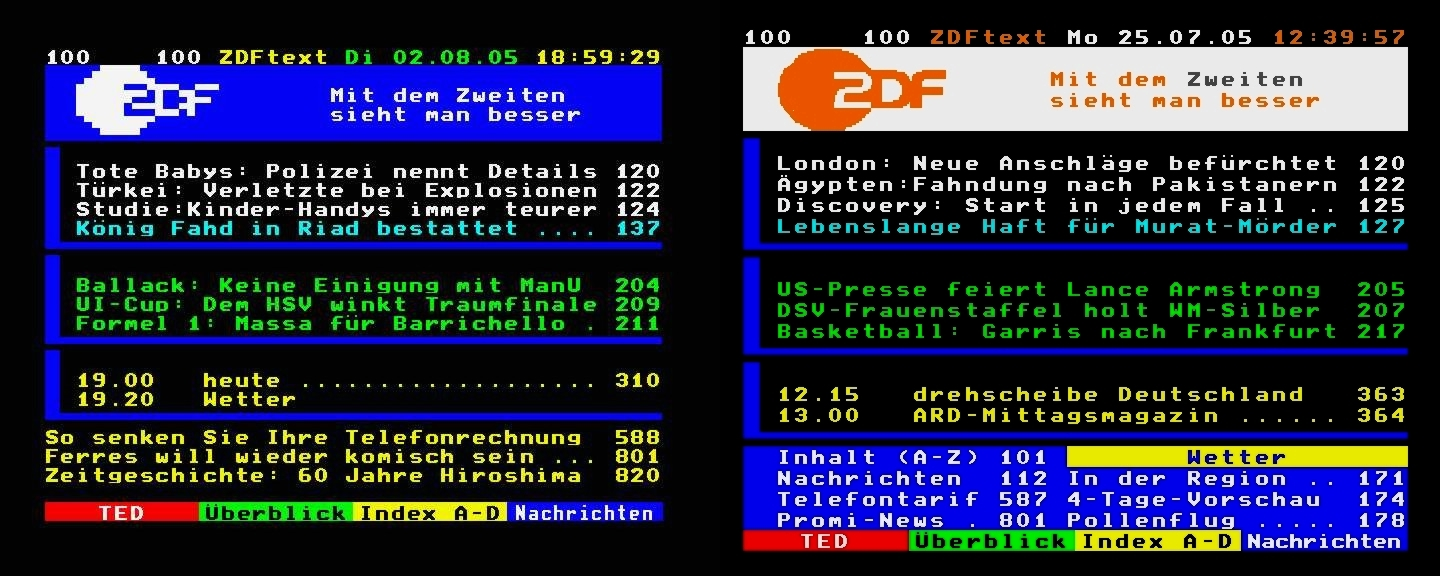
O pagină de teletext pe canalul german ZDF

Teletextul este un sistem care permite transmiterea unor texte și grafică, prin radiodifuziune sau cablu, într-o singură direcție (non-interactiv). Teletextul se bazează pe un standard pentru afișarea textului și a elementelor de grafică rudimentare pe televizoare echipate cu seturi dedicate corespunzător. Serviciul de teletext trimite date în semnalul de televiziune, ascunse în zona invizibilă a intervalului de cursă inversă a baleajului vertical, ocupând câteva linii de la început sau de la sfâșitul acestui interval.
Este necesar să existe un decodor sau un microcip în televizor pentru a se extrage informațiile teletext.
Decodorul de teletext din televizor memorează aceste informații ca o serie de „pagini”, fiecare având definită un anumit număr. Utilizatorul poate afișa paginile alese folosind telecomanda televizorului. În termeni mai largi, poate fi considerat ca un Videotex, un sistem pentru livrarea de informații către un utilizator într-un format asemănător unui computer, afișat de obicei pe un televizor sau un terminal  simplu, dar această denumire este de obicei rezervată sistemelor care oferiți comunicații bidirecționale, cum ar fi Prestel sau Minitel. 
Teletextul a fost creat în Marea Britanie la începutul anilor 1970 de către John Adams, designerul principal al firmei Philips pentru domeniul unităților de afișare video. Serviciile publice de informare prin teletext au fost introduse ulterior de radiodifuzorii majori din Marea Britanie, începând cu serviciul Ceefax al serviciului public de televiziune BBC în 1974. Acesta oferea o gamă largă de informații bazate pe text, incluzând de obicei știri, prognoza vremii și informații despre programele TV. De asemenea, informațiile de subtitrare paginate (sau subtitrări) au fost transmise folosind același sistem. Sisteme similare au fost introduse ulterior de alți radiodifuzori de televiziune din Marea Britanie și Europa continentală în anii următori. Între timp, oficiul poștal general din Marea Britanie a introdus sistemul Prestel folosind aceleași standarde de afișare, dar care rulează pe linii telefonice folosind modemuri bidirecționale, oferind mai multe avantaje decât sistemul unilateral de transmitere utilizat la televizoarele cu TELETEXT. 
Teletextul a stat la baza standardului World System Teletext, o versiune extinsă a sistemului original.  Acest standard a fost utilizat pe scară largă în toată Europa începând cu anii 1980, aproape toate televizoarele incluzând un decodor. Alte standarde au fost dezvoltate în întreaga lume, în special NABTS în Statele Unite,  Antiope în Franțași JTES în Japonia, dar acestea nu au fost niciodată la fel de populare ca omologul lor european și cele mai închise la începutul anilor 1990. Majoritatea serviciilor europene de teletext au continuat să existe într-o formă sau alta până în anii 2000, când extinderea internetului a precipitat închiderea unora dintre ele. Cu toate acestea, multe posturi de televiziune europene continuă să ofere servicii de teletext și chiar să pună la dispoziție conținutul teletext prin web și aplicații dedicate.